# 白ポスト

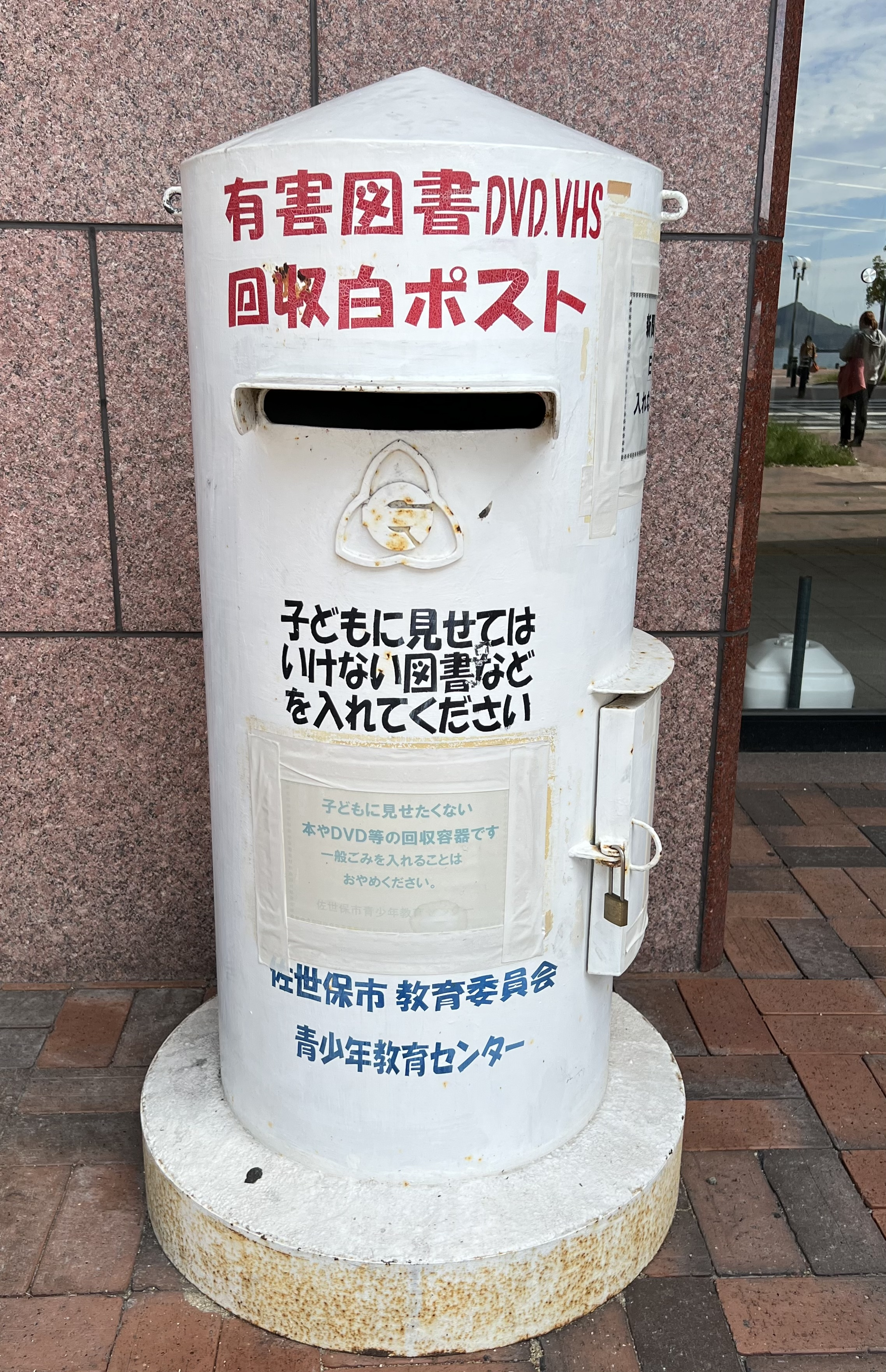
佐世保駅に設置されている白ポスト

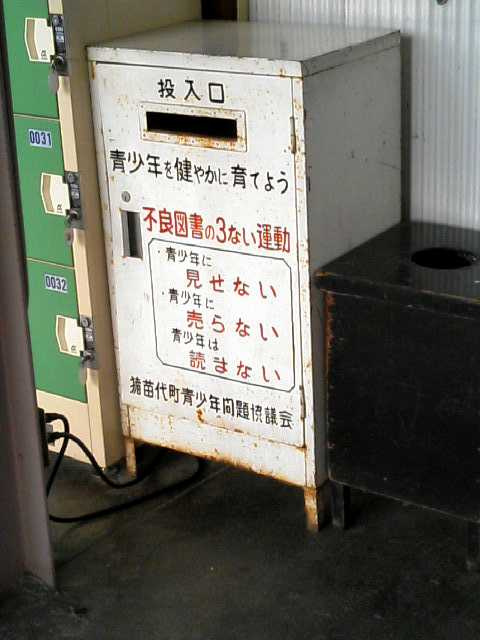
「猪苗代町青少年問題対策協議会」によって路線バス待合所に設置された白ポスト

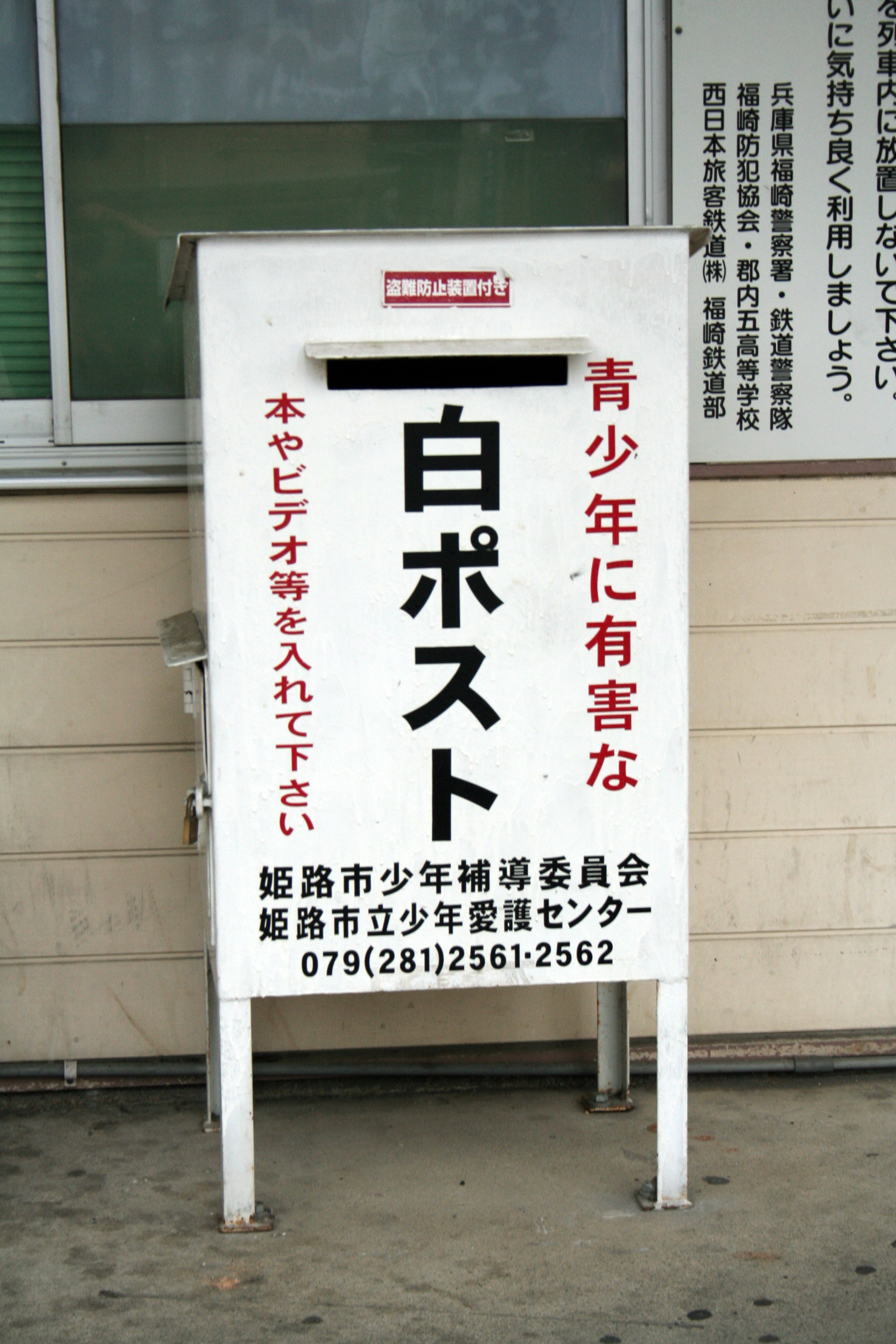
香呂駅の出入り口に設置されている白ポスト（2022年11月現在は投入口が閉鎖されている）

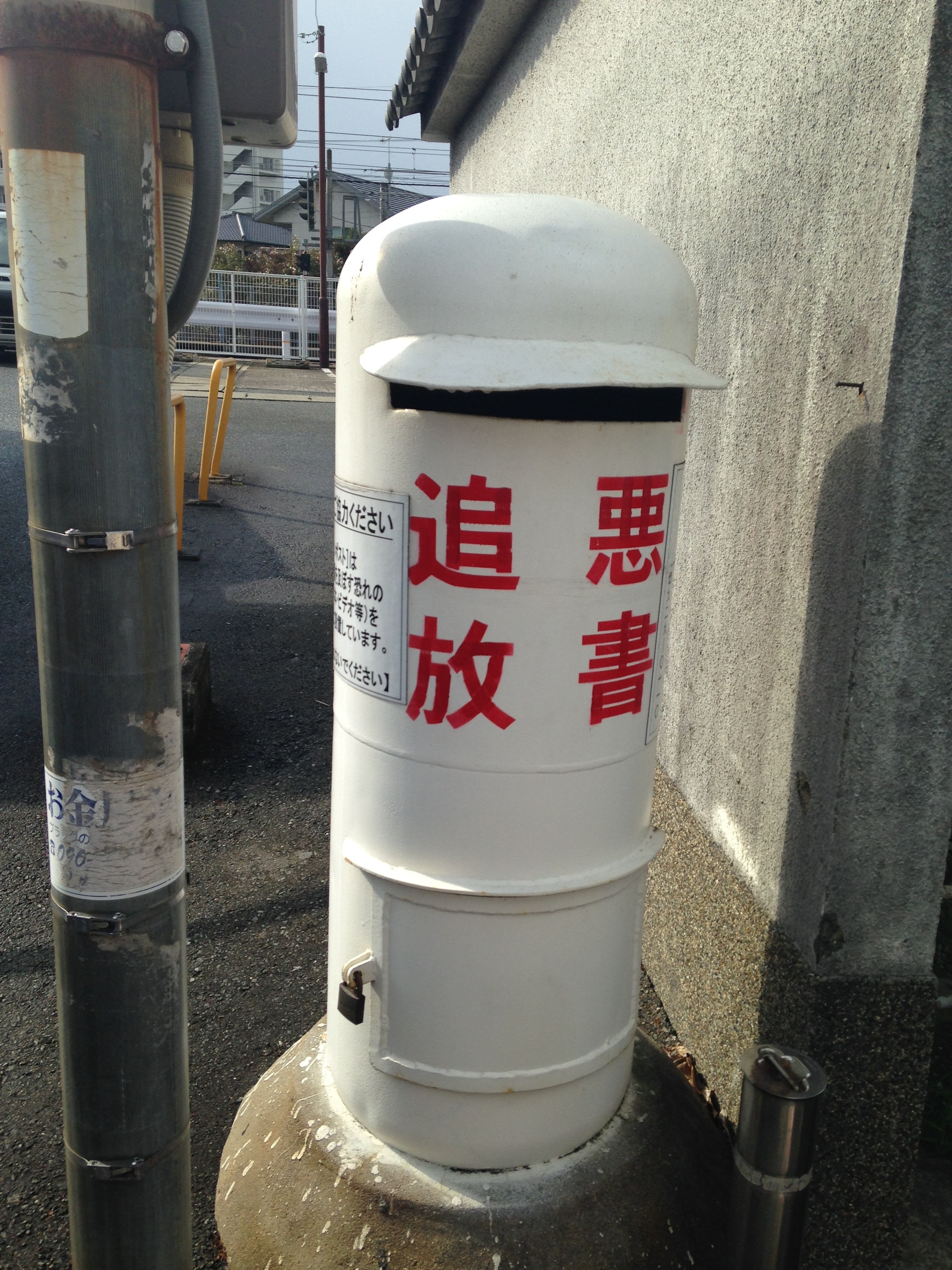
二日市駅近辺に設置されている白ポスト

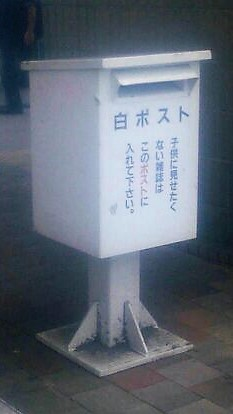
水戸駅の北口に設置されている白ポスト

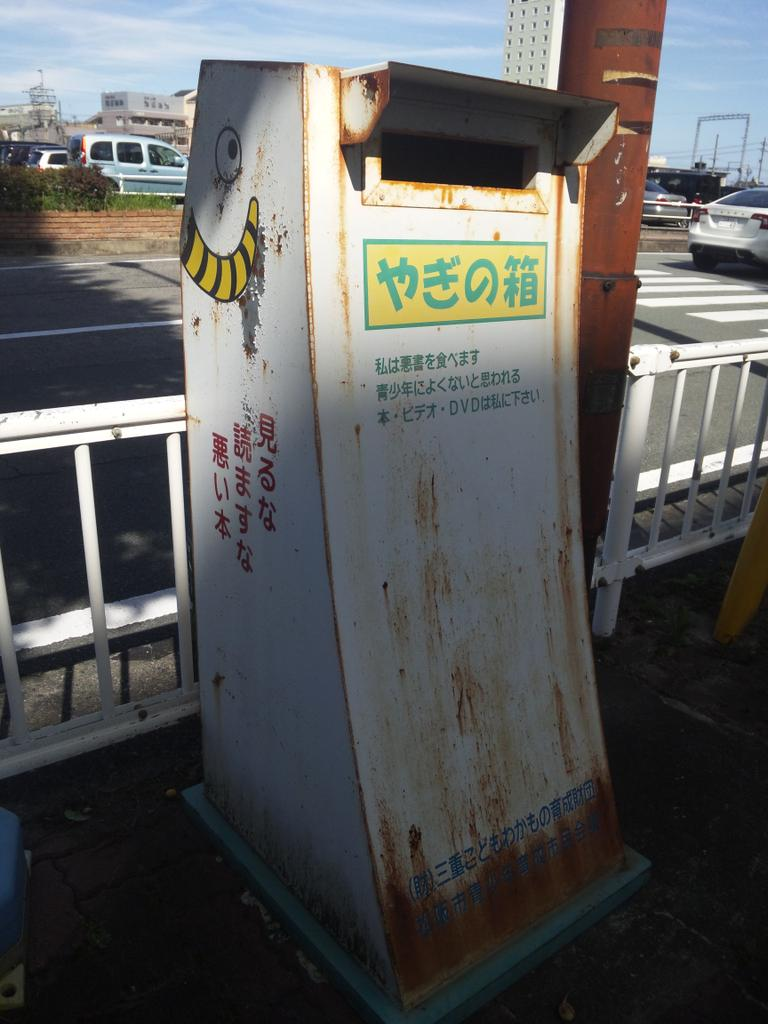
松阪駅近辺に設置されている「やぎの箱」

白ポスト（しろポスト）は、日本において有害図書の投入を呼び掛ける白い箱である。

## 概要
広場のゴミ箱や列車の網棚に捨てられたポルノ雑誌などを投入し、子供の目に触れないようにするため駅前に設置される。
形状も様々で箱型以外に、やぎ・ひつじ型（紙を食べる動物であるため）、ナナホシテントウ型（益虫であるため）、円筒型、埴輪型などがある。色も白色に塗装されているものだけでなく、緑に塗装されているものやステンレス製もある。

## 名称
「白ポスト」の名称は、同じく投函口がある郵便ポストに対して名付けられた。白ポストは地域により「やぎの箱」、「ひつじの箱」、「有害図書回収箱」、「悪書ポスト」、「有害図書ポスト」、「グリーンポスト」など様々な名前で呼ばれている。

## 管理
投入された有害図書は設置主体によって仕分けや処分が行われるが、2024年時点での回収量は減少傾向にある。回収時に本来の目的ではないごみや郵便物、年賀状が投入されている事例があるという。
設置主体も地域によって異なる。地域の「少年センター」「青少年センター」などの条例設置組織が設置しているもの、教育委員会が設置しているもの、任意団体が設置しているもの、などがある。

## 歴史
白ポストが登場したのは、1963年（昭和38年）に尼崎市において、ドラム缶を白く塗り、有害図書を入れるように設置されたのが最初と見られている。1950年（昭和25年）頃から日本の出版業界では『性や暴力・麻薬』を扱うものが登場するようになり、教育者・青少年の保護者（特に教育委員会やPTAなどの団体）は「性と暴力の商品化」が顕著になっている事に危機感を覚えて「悪書追放運動」を展開、その流れであるとされる。
江戸時代の艶本や春画、明治時代の錦絵、戦後のカストリ雑誌など、悪書と呼ばれる図書は以前からもあったが、大人と子供には明確な「境界」があり、児童に性欲があるとは考えられていなかった。しかし、1960年代に入ると少年向けマンガ雑誌が次々創刊され、マンガを真似たごっこ遊びが教師や母親の間で懸念されるようになる。また同時期に、戦後の少子化と3DK以上の住宅の普及から、家庭に子供部屋が確保されるようになった。子供部屋は豊かさの象徴であり受験戦争に備える環境作りでもあったが、子供の遊び場所が外から室内に変化することになり、有害図書が子供部屋に持ち込まれる危険が高まった。こうして、1960年代中に有害図書を家庭に持ち込まない趣旨で、主に白く塗られた箱型の物が全国的に広まり、現在にいたる。
白ポストの設置が始まった時期の有害図書は紙媒体が主流であったが、1980年代のアダルトビデオや1990年代のアダルトDVDが登場するとそれらも回収の対象とした。しかし、大人のマナーの悪さからゴミ箱代わりにゴミを投げ入れられたり、鍵を壊して中の雑誌を盗まれたりなど、管理が難しくなっている上、インターネットの普及によって、裸の画像や動画へ容易にアクセスできるようになったため、白ポストは数を減らしている。一方、長崎県内においては2010年代に入り回収数が1万6千から1万7千点ほどに増加するなど、利用件数の増加が見られる地域もある。また姫路市や西宮市のように近年の利用減や想定外の使われ方（業者による投棄）により利用を停止したり、加古川市のようにポスト本体を撤去をする自治体もある。